# Смољана
Смољана је насељено мјесто у Босни и Херцеговини, у општини Босански Петровац, које административно припада Федерацији Босне и Херцеговине. Према попису становништва из 2013. у насељу је живио 151 становник.

## Географија
Село Смољана је смештено 6-7 км од Босанског Петровца у самом срцу Грмеча. Село је отвореног типа, распоређено по обронцима Грмеча и на западној страни Бравског поља. Окружено је шумом (Омар, Дроњкуша, Илина Греда, Јаворњача, Тивсовац) па је читав живот људи био везан за њу. Ријека Смољана је понорница и извире испод Млинске греде.

## Историја
У Смољани постоје остаци градине из римског доба. Једна је Градина Рисовача, друга на Ђелину врху, трећа код Бранковића стана. Тамо је нађен надгробни натпис на плочици који потиче из касног доба римског царства и открива постојање једне породице аурелијевског гентилног имена које је имало место на простору данашњег села. Иначе назив села открива још једну занимљиву појединост, а то је да је за време досељавања Словена, било насељено од стране једног огранка словенског народа Смољана. Овај словенски народ се на Балкану доселио са простора данашње источне Немачке и припадао је полапским Словенима и његови потомци су германизовани. Највећи дио Смољана се населио у Пиринској Македонији, а поједини мањи дијелови су се сигурно насељавали на успутним станицама, па тако и на петровачком подручју. Ово доказује да је крајем 6. и почетком 7. столећа Словени не досељавају само као кохерентни народи, него у деловима.

## Становништво
| Националност       | 1991. | 1981. | 1971. | 1961. |
| Срби               | 496   | 675   | 833   | 923   |
| Црногорци          |       | 2     |       |       |
| Муслимани          |       |       | 2     |       |
| Хрвати             | 1     |       |       |       |
| остали и непознато |       |       | 5     |       |
| Укупно             | 497   | 677   | 840   | 923   |

| Демографија | Демографија | Демографија |
| Година      | Становника  | Становника  |
| ----------- | ----------- | ----------- |
| 1961.       | 923         |             |
| 1971.       | 840         |             |
| 1981.       | 677         |             |
| 1991.       | 497         |             |
| 2013.       | 151         |             |

### Познати Смољанци
- Др Милован Керкез, чувени ратни хирург.
- Проф. др сци. Мирко Керкез, ванредни професор Медицинског факултета у Београду на предмету Општа хирургија и члан Председништва Социјалистичке партије Србије.
- Лука Прошић, српски филозоф, пјесник и есејиста.
- Вељко Стојановић, генерал-мајор Војске Републике Српске.